# درع (الطويلة)

تعديل مصدري - تعديل

درع هي إحدى قرى عزلة الضلاع الاسفل بمديرية الطويلة التابعة لمحافظة المحويت، بلغ تعداد سكانها 933 نسمة حسب تعداد اليمن لعام 2004.